# Henryk Andreas Kamieniecki
Henryk Andreas Kamieniecki herbu Pilawa, (ur. 1430 w Odrzykoniu, zm. 1488) – kasztelan sanocki (1474–1488), senator, asesor sanocki, właściciel Zamku Kamienieckiego w  Odrzykoniu.

## Życiorys
Był synem Marcina Kamienieckiego i Katarzyny, (córki Piotra Szafrańca h. Stary Koń, wojewody sandomierskiego i krakowskiego) wnukiem Klemensa Kamienieckiego – właściciela zamku i mężem Katarzyny Pieniążkównej c. Mikołaja Pieniążka.
Nadał zamkowi w Odrzykoniu charakter rezydencji, rozbudował go w kierunku wschodnim.
Mając 14 lat, zapisał się na Akademię Krakowską w roku 1444.
26 stycznia 1448 r. – po śmierci najstarszego brata Piotra, w wyniku podziału ojcowizny dokonanej wspólnie z bezdzietnymi braćmi: Mikołajem i Marcinem Kamienieckim, otrzymał Zamek kamieniecki wraz z wsiami takimi jak np.: Korczyna, Węglówka, Kombornia, Szklary, Jabłonica i Zawada.
W 1449 r. brał udział ze znacznym swoim kosztownym oddziałem zaciężnym, w wyprawie do Mołdawii, zostawiając bratu  w zastaw  swój dział za 1000 grzywien, a po dwóch latach odkupił od niego (ten zastaw), wraz  z  Odrzykoniem, Jasienica, Wolą Jasienicką i Malinówką, którą sprzedał w 1453 r., i odzyskał wsie sprzedane przez ojca, szwagrowi Piotrowi z Kotek w powiecie szczyżyckim.
W poł. XV w. był właścicielem Niezdowa, Komornik i części Dziekanowic. W wyniku wygranej sprawy spadek po matce Katarzynie z Kotków z wujkiem Stanisławem Kotek, otrzymał  takie wsie jak: Niezdów, Komorniki i Dziekanowice.
Henryk Andreas Kamieniecki skupił w swym ręku całe, rozległe, rodzinne dobra, których ośrodkiem uczynił Zamek Kamieniecki.
Procesował się z biskupstwem przemyskim do 1460 roku, kiedy to komisarze królewscy: Jan Pilecki – wojewoda krakowski, Andrzej z Sienna i Waszko z Rybotycz – sędzia przemyski; rozgraniczyli dobra i Jabłonica, Jasienica Rosielna oraz Orzechówka pozostały jego własnością, a biskupimi pozostały: Domaradz, Blizne i Płosina.
Początkowo  wraz z bratem Piotrem Kamienieckim (po 1410–1447) – starostą dobczyckim, wspierał konfederację Spytka z Melsztyna przeciw królowi, ze względu na odebranie Kamienieckim Dobczyc, jednak pod koniec życia, nawiązał kontakty z dworem królewskim.
W 1474 r. bronił zamku w Odrzykoniu przed  najazdem węgierskim Macieja Korwina pod wodzą zmadziarowanego Słowaka Tomasza Tharczaya – starosty zamku z Lipian. W tym też roku, został senatorem i kasztelanem  sanockim.
Zmarł w 1488 r. pozostawiając sześciu synów: Mikołaja, Henryka, Stanisława, Klemensa, Marcina, Jana, i trzy córki, z których jedna wyszła za Mikołaja Strzyżewskiego.
Syn Marcina Kamienieckiego(zm. 1530) był hetmanem polnym koronnym, a Jan Kamieniecki (ok. 1463–1513) starostą bełskim i kasztelanem lwowskim.
Henryk Kamieniecki (zm. 1494) – zginął w 23 sierpnia 1494 r. w bitwie pod Wiśniowcem na Wołyniu w czasie najazdu Tatarów na Podole.
Po jego śmierci w 1488 r. właścicielem zamku został najstarszy syn Henryka – Mikołaj Kamieniecki (zm. w 1515) – pierwszy w Polsce dożywotni hetman wielki koronny.
W 1530 roku wnuk Henryka – Klemens Kamieniecki sprzedał zamek niższy w kasztelanowi bieckiemu, Sewerynowi Bonerowi, który już dwa lata wcześniej, drogą zastawu, wszedł w posiadanie zamku wysokiego w Odrzykoniu.
Henryk Andreas był pradziadkiem Jerzego Mniszcha (ok. 1548–1613) kasztelana radomskiego, wojewody sandomierskiego ojca carowej Maryny Mniszchównej i jej prapradziadkiem.
Jego prawnukiem był kardynał Bernard Maciejowski (1548–1608) prymas Polski.